# Gaesischia cipoana
Gaesischia cipoana är en biart som beskrevs av Urban 2007. Gaesischia cipoana ingår i släktet Gaesischia och familjen långtungebin. Inga underarter finns listade i Catalogue of Life.